# تری‌فنیلن
تری‌فنیلن (به انگلیسی: Triphenylene) یک ترکیب شیمیایی با شناسه پاب‌کم ۹۱۷۰ است.